# Албазинская археологическая экспедиция
Албазинская археологическая экспедиция ведет исследования на территории села Албазино и его окрестностях в Сковородинский район Амурская область. Экспедиция создана Фондом «Петропавловск» совместно с Центром по сохранению историко-культурного наследия Амурской области в 2011 году. В проекте участвуют и оказывают содействие также Амурский областной краеведческий музей им. Г. С. Новикова-Даурского, Благовещенский государственный педагогический университет, Амурский государственный университет.

Основными задачами экспедиции является изучение памятника федерального значения «Городище „Албазинская крепость“», поиск и исследование памятников русского освоения региона в XVII веке, в частности, православного Спасского монастыря, изучение археологических памятников, оставленных местным населением в более древние эпохи. За время работы экспедиции обнаружено 5 археологических памятников разных эпох — Ульдугичи-I (слои эпох неолита, палеометалла, средневековья), Ульдугичи-II (слой эпохи палеометалла), Ульдугичи-IV (слой эпохи неолита), Албазино-I (слой эпохи неолита), Шептурка-I (позднее средневековье), проведены раскопки на территории памятников «Албазинская крепость» и Ульдугичи-I. Найдено около 1400 артефактов. 

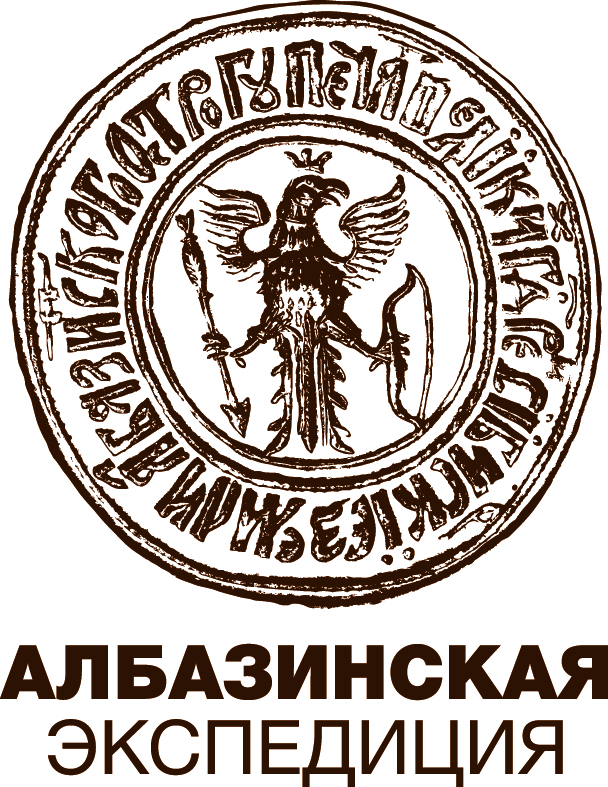
Логотип Албазинской археологической экспедиции

## История
Первые археологические исследования на месте Албазинского острога были проведены в 1974—1975 гг. и 1979—1980 гг. отрядом Северо-Азиатской комплексной экспедицией Института истории, филологии и философии Сибирского отделения Академии наук СССР (г.Новосибирск). Работой руководили В. В. Сухих и С. В. Глинской, в экспедиции также принимали участие специалисты и студенты Благовещенского государственного педагогического института. К сожалению, документация о результатах раскопок не сохранилась полностью, некоторая информация имеется только в кандидатской диссертации В. В. Сухих 1979 года. Известно, что в ходе работ был раскопан колодец, содержимое которого представляло собой линзу вечной мерзлоты, в которой обнаружено множество находок хорошей сохранности, в том числе, изделия из дерева, ткани, кожи. Были обнаружены также захоронения около 100 человек.
В 1989 году раскопки острога продолжила экспедиция Института археологии и этнографии Дальневосточного отделения Академии наук СССР (г.Владивосток) под руководством А. Р. Артемьева. Работы продолжались до 2002 года, в ходе которых были изучены фортификационные сооружения крепости, исследован гранатный погреб, а также обнаружено массовое погребение в полуземлянке, в которой было захоронено 57 человек.
В 2007 году проводились работы экспедиции Центра по сохранению историко-культурного наследия Амурской области под руководством Д. П. Волкова. Работы были связаны с переносом оборудования пограничной инженерно-технической системы из-за подмыва берега.
В 2011 году исследования на памятнике были возобновлены в рамках культурно-исторического проекта «Албазинская экспедиция».

## Этапы экспедиции

### 2011 год
С целью определения наиболее перспективных мест проведения раскопок на территории памятника «Городище „Албазинская крепость“» было проведено магнитометрическое сканирование геофизиками геологоразведовательного подразделения «Петропавловск» (группа компаний) («РЕГИС») В. В. Онищуком, Н. И. Сухоруковым. 

Были проведены археологические разведки в окрестностях села Албазино, в ходе которых обнаружено четыре археологических памятника — Ульдугичи-I (слои эпох неолита, палеометалла, средневековья), Ульдугичи-II (слой эпохи палеометалла), Ульдугичи-IV (слой эпохи неолита), Албазино-I (слой эпохи неолита). Ульдугичи-I был открыт в результате проведения геофизического сканирования геофизиками компании «Петропавловск». 

Помимо археологических работы был осуществлен поиск новых документов по истории Приамурья в Российском государственном архиве древних актов, в ходе которого было найдено письмо иеромонаха Гермогена, основателя Спасского монастыря, конкретизирующего место его расположения.

### 2012 год
Албазинской археологической экспедицией были начаты стационарные раскопки на памятниках «Албазинская крепость» и Ульдугичи-I. Были продолжены археологические разведки с шурфовками в селе, которые, однако, кроме отдельных находок русской керамики ничего не дали.
Раскопки на территории «Албазинского острога», сделанные с учетом данных геофизики, сразу же привели к открытию свайного деревянного фундамента, предположительно, церкви. Была изучена южная часть сооружения. На территории Ульдугичи-I было начато изучение землянки троицкой группы мохэ, также было найдено наземное сооружение с отопительной системой — кан (печь). 

В рамках работы экспедиции в целях патриотического воспитания молодого поколения и приобщения к истории родного края была организована ознакомительно-образовательная программа для школьников и студентов «Копатыч». Программа предполагает лекции по истории и культуре родного края, мастер-классы по экспериментальной археологии, а также мероприятия, направленные на развитие коммуникационных навыков, творческих способностей, развитие практических умений работы с уникальными археологическими материалами. В программе приняло участие около 60 школьников из пяти районов Амурской области. Мероприятия для школьников были подготовлены будущими педагогами — студентами Благовещенского государственного педагогического университета имени М. И. Калинина (БГПУ)..
В археологических раскопках «Албазинской экспедиции» впервые приняли участие археологи-волонтеры из Франции.

### 2013 год
Фондом «Петропавловск» и Центром по сохранению историко-культурного наследия Амурской области была организована передача в фонды Амурского краеведческого музея более 4 тыс. артефактов, происходящих из раскопок 70-х гг. и хранящихся в Институте археологии и этнографии СО РАН в Новосибирске. Находки были представлены на экспозиции в Амурском областном краеведческом музее. 

В переданной из Новосибирска коллекции находились скелетные останки, изучение которых стало новым проектом экспедиции по антропологическому изучению жителей Албазинского острога, а также реконструкции их внешнего облика. Работы были проведены с применением технологий 3D-сканирования и 3D-моделирования. Первые результаты работы восстановление лица по черепу — графическая реконструкция одного из защитников Албазинского острога — были представлены широкой общественности в конце 2013 года.
Несмотря на катастрофические погодные условия и Наводнения на Дальнем Востоке России и в Китае (2013), в Приамурье были продолжены стационарные исследования на памятниках «Албазинская крепость» и Ульдугичи-I. Изучение деревянного фундамента на территории острога показало его сложную уникальную конструкцию, представляющую собой вертикальные деревянные сваи, закрепленные в горизонтально лежащих балках, связанных друг с другом в единую раму, очевидно, для противодействия подвижкам грунта, происходящим в ходе мерзлотных процессов.
На многослойном поселении Ульдугичи-I было обнаружено каменное навершие престижного или сакрального характера.
Место проведения археологических исследований Албазинского острога посетил губернатор Амурской области О. Кожемяко.
В декабре 2013 года подписан договор о сотрудничестве в рамках «Албазинской экспедиции» между Фондом «Петропавловск» и Амурским государственным университетом.

### 2014 год
В ходе работы экспедиции на территории острога была обнаружена скудельница — массовое многоярусное захоронение казаков-защитников острога XVII века. Из грунта извлечено 29 погребенных. Из-за плохой сохранности и необходимости проведения тщательной и аккуратной зачистки костяков полностью раскопать погребение в ходе полевого сезона 2014 года не удалось. В скудельнице осталось более 20 костяков, погребение было законсервировано для дальнейших работ в следующем году.
При расчистке погребения было найдено два бронзовых нательных креста XVII века; серебряная монета XVII века — «чешуйка»; предметы быта (бронзовый наперсток, изделия из бересты — туесок и коробочка), а также фрагменты одежды казаков, предположительно, рубахи, кожаные сапоги. Найденные останки планировалось в сентябре 2015 года похоронить на территории Албазинской крепости.
На многослойном поселении Ульдугичи-I было полностью вскрыто и зачищено наземное сооружение с отопительной системой каном, также был найден подпяточный камень для фиксации двери. Была полностью доисследована землянка троицкой группы мохэ.
Около 100 школьников и студентов в рамках экспедиции стали участниками ознакомительно-образовательной программы по истории и археологии «Копатыч».
По приглашению Фонда «Петропавловск» в работе археологической экспедиции приняли участие специалисты-археологи из Амурского государственного университета (АмГУ), а также дендрохронолог из Института природных ресурсов, экологии и криологии СО РАН (г.Чита). Специалист-дендрохронолог поможет составить дендрохронологическую шкалу Приамурья, которая появится впервые, и в дальнейшем будет применяться учеными для исследования истории и природы региона. В ходе экспедиции 2014 года дендрохронологом был проведен отбор образцов древесины.
Антропологи Фонда «Петропавловск» впервые воссоздали бюст защитника Албазинский острог. Он был представлен на тематической экспозиции в рамках международной конференции «Дальневосточный фронтир: Приамурье в XVII веке» в Амурский государственный университет в декабре..

### 2015 год
На основном раскопе на территории исторического памятника федерального значения "Городище «Албазинская крепость» обнаружены 19 одиночных захоронений в гробах, которые относятся к начальному периоду осады, когда у защитников острога ещё было достаточно сил, чтобы копать индивидуальные могилы и сколачивать гробы для каждого погибшего. Часть из этих погребений была разобрана и кости погибших извлечены для дальнейшего изучения, другая часть законсервирована для продолжения работы в новом сезоне.
Не менее интересные результаты удалось получить и на новом археологическом памятнике — Ангайском могильнике — в двух километрах от острога, открытом в прошлом году сотрудниками Амурского государственного университета под руководством профессора, доктора философских наук Андрея Павловича Забияко. В новом сезоне 2015 года на памятнике были начаты активные раскопки, в ходе которых обнаружилось, что это не одиночное, а коллективное захоронение местного населения, предположительно, дауров, живших здесь ещё до прихода русских. Возможно, они также связаны с периодом XVII века. Из захоронения было извлечено пять скелетов хорошей сохранности и множество материальных артефактов: бусы, монеты, подвески, серьги и кольца, украшения одежды.
Точная датировка захоронения пока представляет определённую сложность, так как найденная на месте раскопок китайская монета датируется XI веком, но могла находиться в обращении и многие столетия спустя.
2 сентября 2015 года в Албазино прошла торжественная церемония перезахоронения защитников Албазинского острога, погибших при осаде крепости. Всего было перезахоронено более 70 останков. Такие старые останки, им около 330 лет — в нашей стране перезахоронили впервые. Перезахоронение совпало с празднованием двух знаменательных событий: 365-летием основания Аблазинского острога и 350-летием прибытия в дальневосточные земли иконы Албазинской Божией Матери. Почтить память казаков прибыли министр Российской Федерации по развитию Дальнего Востока Александр Галушка, глава Приамурья Александр Козлов, епископ Благовещенский и Тындинский Лукиан, а также главы городов и районов области, амурские казаки, представители общественных организаций и жители области.
В августе 2015 года инициативной группой также был запущен проект создания художественного фильма об обороне Албазина. Первоначальный этап подразумевает сбор средств на создание сценария фильма, к которому должны быть привлечены различные специалисты. По инициативе руководителя экспедиции Андрея Черкасова на одной из краудфандинговых площадок был запущен сбор денег Архивная копия от 14 марта 2017 на Wayback Machine на создание сценария фильма.

### 2016 год
Археологи продолжили изучение братской могилы защитников Албазина, обнаруженной ранее в 2015 году. Исследовано 13 одиночных погребений.
Создана первая графическая художественная реконструкция образа одного из жителей аборигенного населения Приамурья позднего средневековья — женщины-даурки. Авторами работы являются антрополог, кандидат биологических наук, старший научный сотрудник НИИ и музея антропологии МГУ Денис Пежемский и доцент Московская государственная художественно-промышленная академия имени С. Г. Строганова Александр Рыжкин.
При участии ученых и студентов Амурского государственного университета под руководством профессора Андрея Забияко экспедиция продолжила исследования Ангайского могильника.
Начаты съемки документального фильма «Албазинский рубеж», автором сценария которого является руководитель Албазинской экспедиции Андрей Черкасов. Фильм будет посвящен освоению Приамурья и истории Албазинского острога. Съемки фильма осуществляет творческая группа из Москвы.
Подведены итоги конкурса сценариев художественного фильма о русских первопроходцах на Дальнем Востоке, защитниках Албазинского острога объявило победителя. На конкурс поступило 26 заявок от индивидуальных авторов и сценарных групп. Победителем стал Александр Ерюхин, кинодраматург из Архангельска.

### 2017 год
Фонд «Петропавловск» объявил о завершении археологических исследований на месте памятника федерального значения «Албазинский острог» в Амурской области. Приоритетными направлениями деятельности выбраны: изучение находок, сделанных в ходе полевых работ участниками «Албазинской экспедиции»; популяризация и введение в научный оборот результатов экспедиции.
Фонд «Петропавловск» вошел в число победителей первого конкурса президентских грантов для НКО. Грант в размере 1,7 млн руб. будет направлен на завершение съемок документального фильма «Албазинский рубеж», инициированного фондом в рамках историко-просветительского проекта «Албазинская экспедиция». Кинолента посвящена открытию и освоению Сибири и Дальнего Востока русскими землепроходцами, а также истории первого русского города на Амуре в XVII веке — Албазинского острога.
/В декабре творческая группа приступила к досъемкам фильма «Албазинский рубеж» в рамках реализации первого этапа гранта. Съемки состоялись в Государственном Эрмитаже в Санкт-Петербурге.
Начато сотрудничество фонда «Петропавловск» с Российским военно-историческим обществом. В частности, в музее военной истории «Стрелецкие палаты» в Москве в рамках выставки «Служилые люди государства Московского» организована экспозиция, посвященная Албазинскому острогу. В ней представлена коллекция находок, — подлинные предметы вооружения и быта казаков-первопроходцев, жителей Албазинского острога — сделанные фондом «Петропавловск» на месте первой русской крепости на Амуре XVII века в ходе Албазинской археологической экспедиции. На открытии выставки «Служилые люди государства Московского» присутствовал министр культуры РФ Владимир Мединский, мэр Москвы Сергей Собянин, французский артист Жерар Депардье.

### 2018 год
Фонд социально ориентированных проектов и программ «Петропавловск» представил документальный фильм «Албазинские скаски», созданный с использованием гранта Президента Российской Федерации на развитие гражданского общества, предоставленного Фондом президентских грантов, а также при финансовой поддержке Азиатско-Тихоокеанского банка. Съёмочная группа Фонда «Петропавловск» под руководством режиссера Марии Ховенко работала над фильмом более двух лет. В фильме представлены результаты работы Албазинской археологической экспедиции, получившей в 2015 году грантовую поддержку Министерства культуры Российской Федерации и Русского географического общества, а также материалы и интервью с экспертами из Благовещенска, Москвы, Санкт-Петербурга, Иркутска и Киренска, часть съёмок также производилась в интерьерах Музея Московских стрельцов «Стрелецкие палаты».
Премьерный показ фильма в рамках фестиваля «Амурская осень» состоялся 20 сентября 2018 года в городе Благовещенск.
Фильм также был представлен в Хабаровском краевом музее им. Н. И. Гродекова (г. Хабаровск), в Музее Московских стрельцов «Стрелецкие палаты» (г. Москва). Выложен в открытый доступ на youtube-канале «Албазинские скаски» (https://www.youtube.com/channel/UC88gR5KcnRWSK1ELVyJqknw Архивная копия от 4 апреля 2021 на Wayback Machine).
Фильм передан в Министерство образования и науки Амурской области для дальнейшего использования его в образовательных заведениях в качестве учебного пособия для старшеклассников.

## Значение
«…изучение Албазинского острога — первого русского поселения на Амуре, представляет значительный интерес для Русского географического общества, так как объект исследования — остатки военной крепости 17 века — является уникальным для юга Дальнего Востока историческим памятником. Этот исторический объект является точкой освоения Россией всего Приамурья и может стать важным туристическим центром для российских и зарубежных туристов.».— Сергей Шойгу, Президент Русского географического общества

«Археологические исследования на месте первого русского поселения в Приамурье представляют широкий интерес не только с научной точки зрения. История Албазина — героическая история освоения восточных территорий русскими первопроходцами в суровых условиях, которая выходит за рамки региональной значимости. Мы хотим напомнить нашим соотечественникам об этом важнейшем эпизоде в истории нашей страны. Вместе с тем, вернуть жителям Дальнего Востока, Амурской области чувство гордости за землю, на которой они живут. С этой целью четвертый год подряд Фонд „Петропавловск“ реализует важнейший стратегический проект „Албазинская экспедиция“».— Глеб Кузнецов, директор Фонда «Петропавловск»

## Партнеры
Администрация Амурской области

Амурский областной краеведческий музей им. Г. С. Новикова-Даурского

Администрация Сковородинского района Амурской области

Амурский государственный университет (АмГУ)

Благовещенский государственный педагогический университет (БГПУ)

Государственный исторический музей 

Государственный Эрмитаж

Государственный музей изобразительных искусств имени А. С. Пушкина 

Институт археологии Российский академии наук (РАН)

Иркутский государственный технический университет

Музей антропологии Московского государственного университета (МГУ)

Российский государственный архив древних актов(РГАДА)

Хабаровский краевой музей им. Н. И. Гродекова

Центр по сохранению историко-культурного наследия Амурской области

Читинский институт природных ресурсов, экологии и криологии Сибирского отделения РАН

## Достижения
— Антропологическая реконструкция лица на основе черепа албазинца — «Портрет первого русского человека в Приамурье» — был признан самым значимым событием 2013 года в Амурской области (по мнению газеты «Амурская правда»).

— Культурно-исторический проект «Албазинская экспедиция» стала номинантом национальной премии в области развития общественных связей «Серебряный лучник» за 2013 год в номинации «Лучший проект по развитию и продвижению территорий».

— В 2014 году проект вошел в число 13 лучших благотворительных проектов России в рамках Общенациональной акции «Меценат года» Министерства культуры РФ. 

— 27 апреля 2015 года в Санкт-Петербурге Владимир Путин, возглавляющий Попечительский совет РГО, вручил фонду «Петропавловск» сертификат о предоставлении гранта на реализацию проекта «Албазинская археологическая экспедиция. Изучение Албазинского острога — первого поселения русских на Амуре».

## Галерея

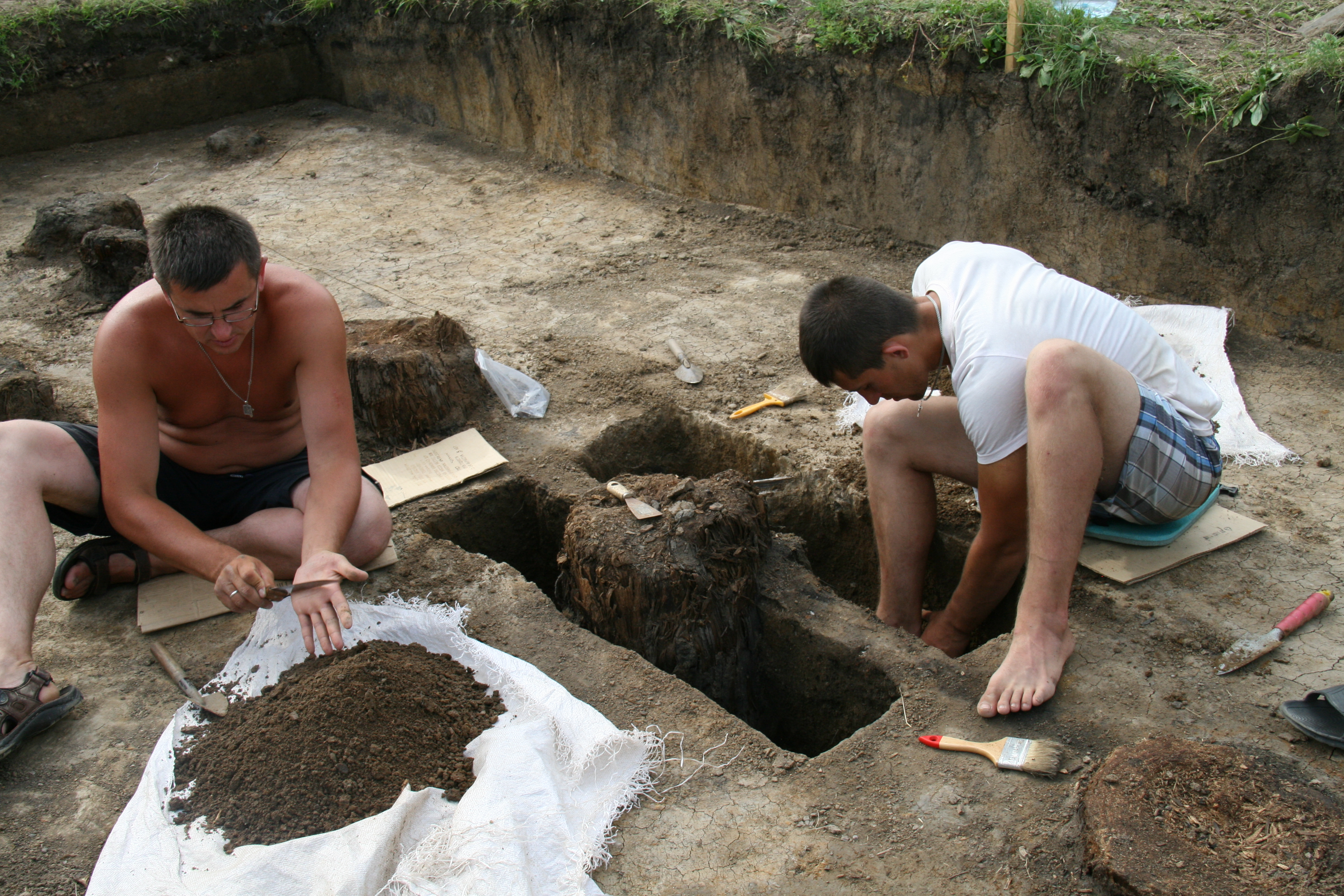
Археологические раскопки на месте Албазинского острога
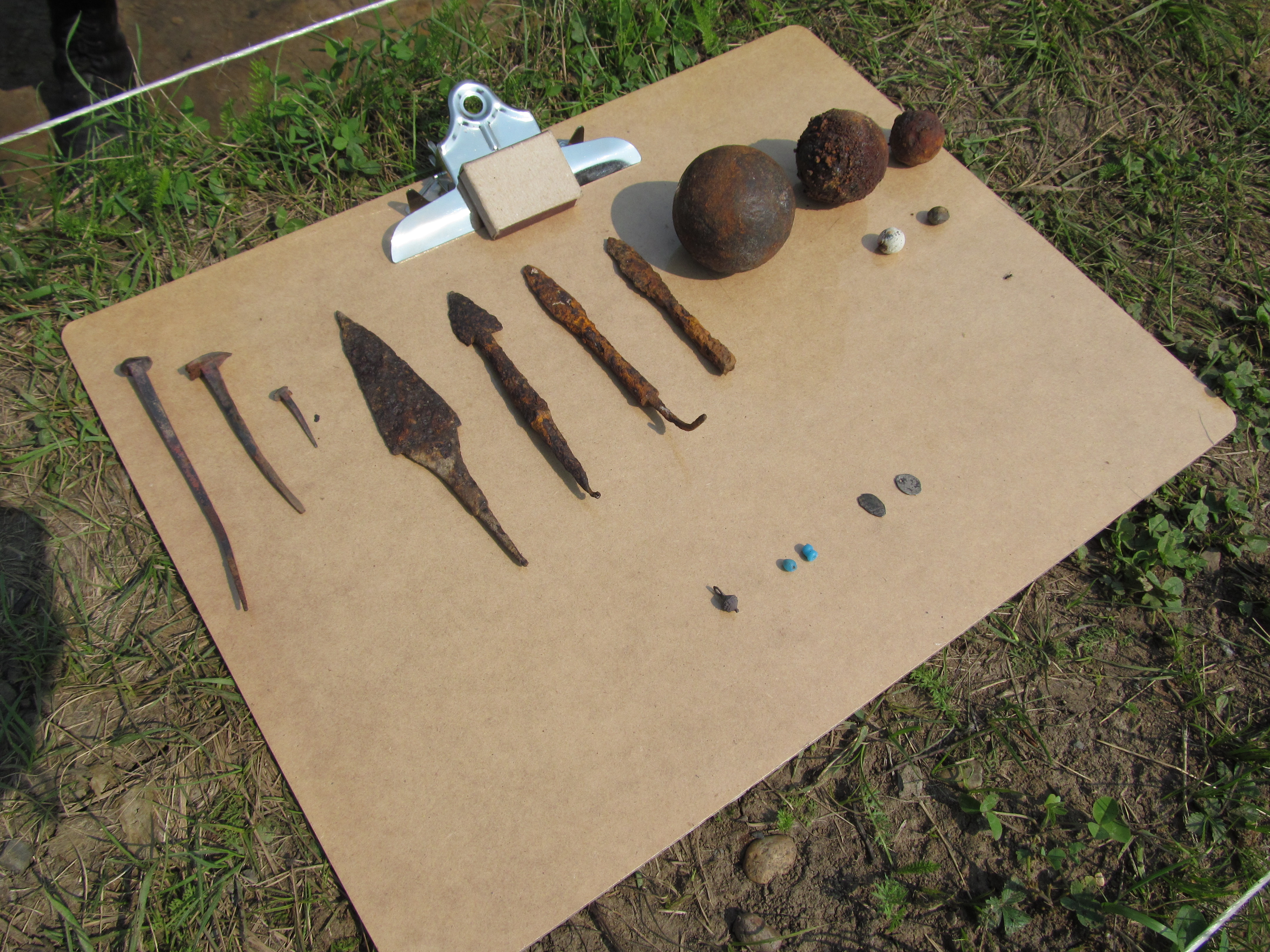
Находки Албазинской экспедиции
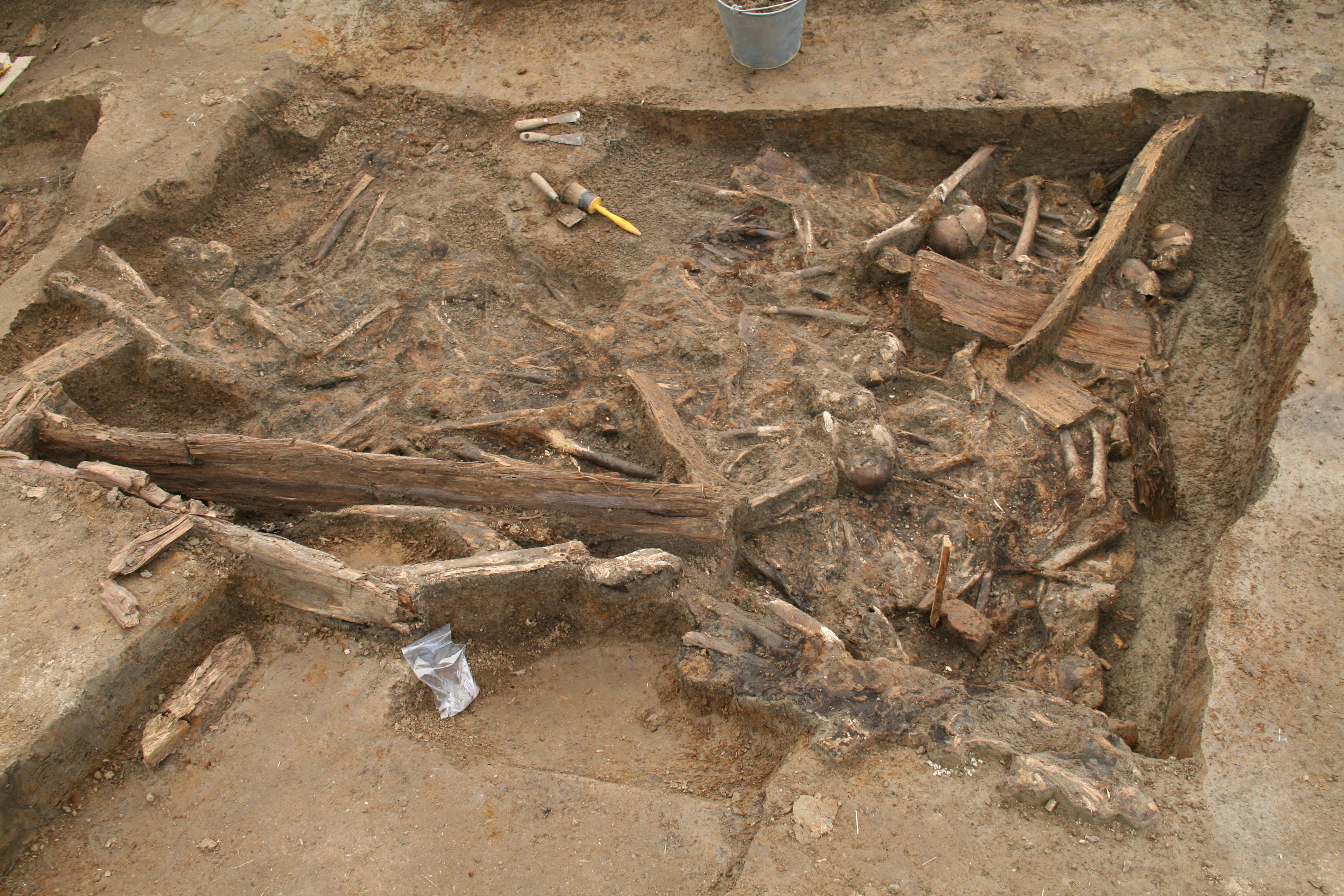
Массовое захоронение защитников острога XVII века (2014 г.)
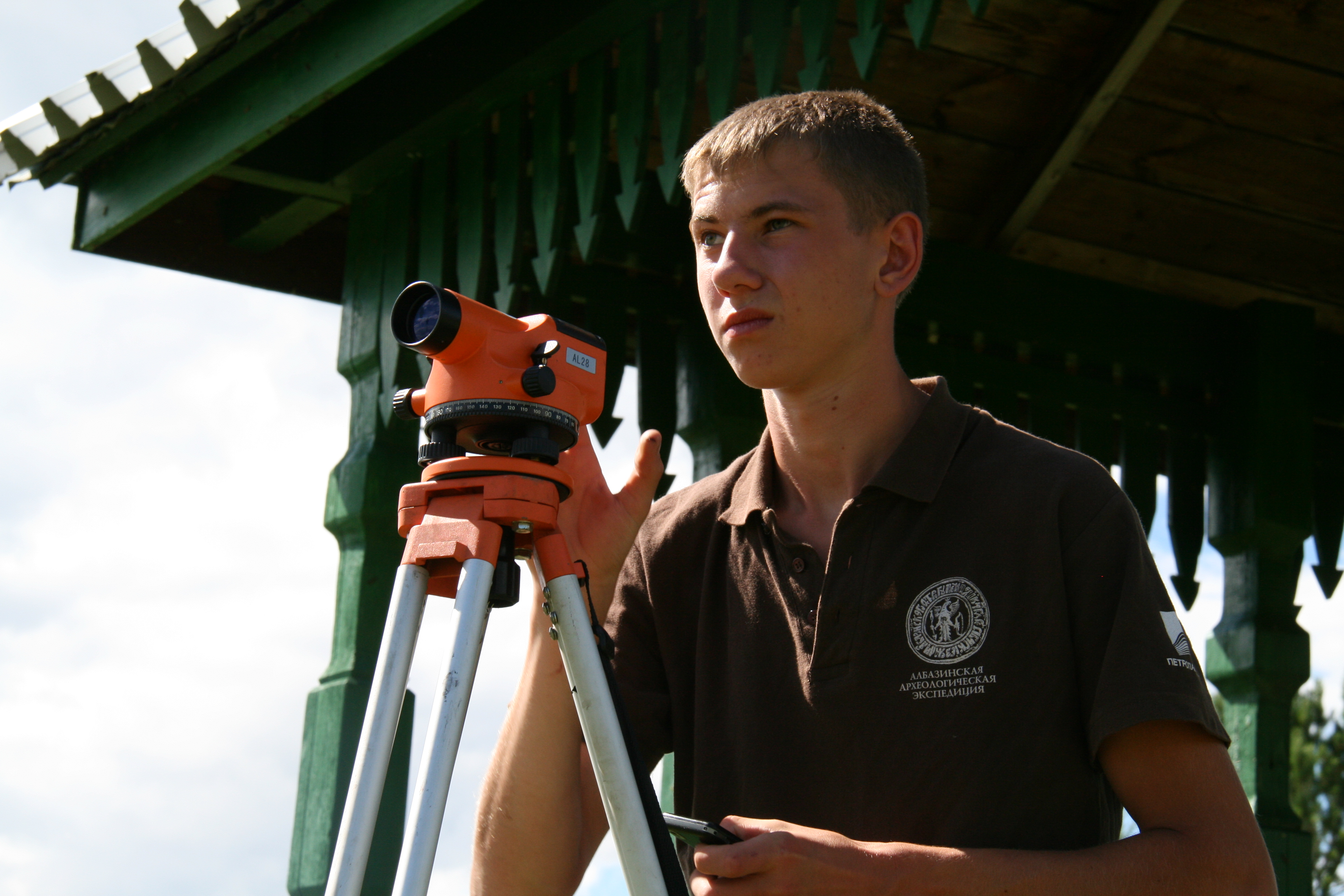
Студент БГПУ за работой с нивелиром
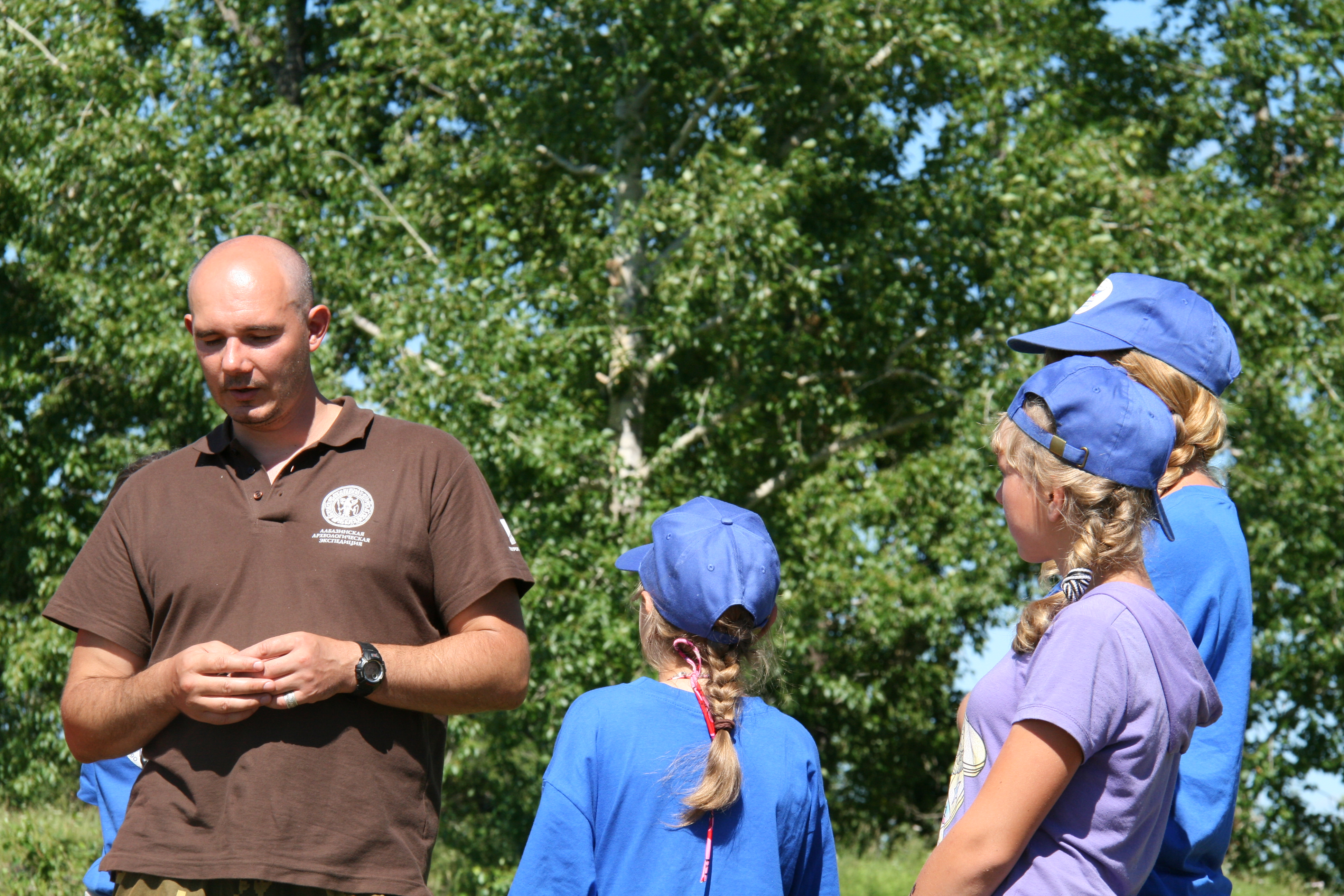
Лекции для школьников в рамках программы "Копатыч"
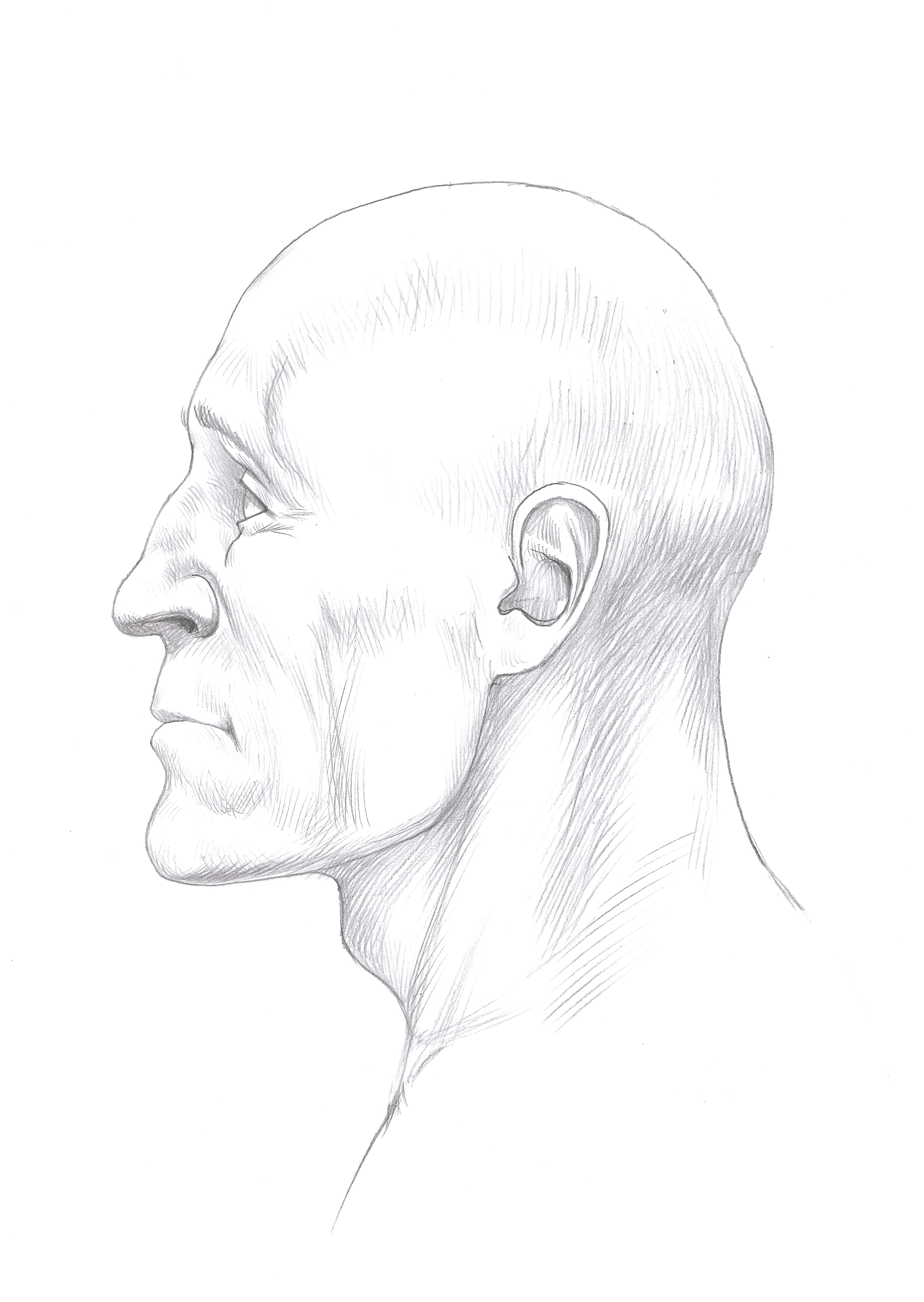
Результаты антропологического исследования.Восстановление лица по черепу казака-защитника Албазина
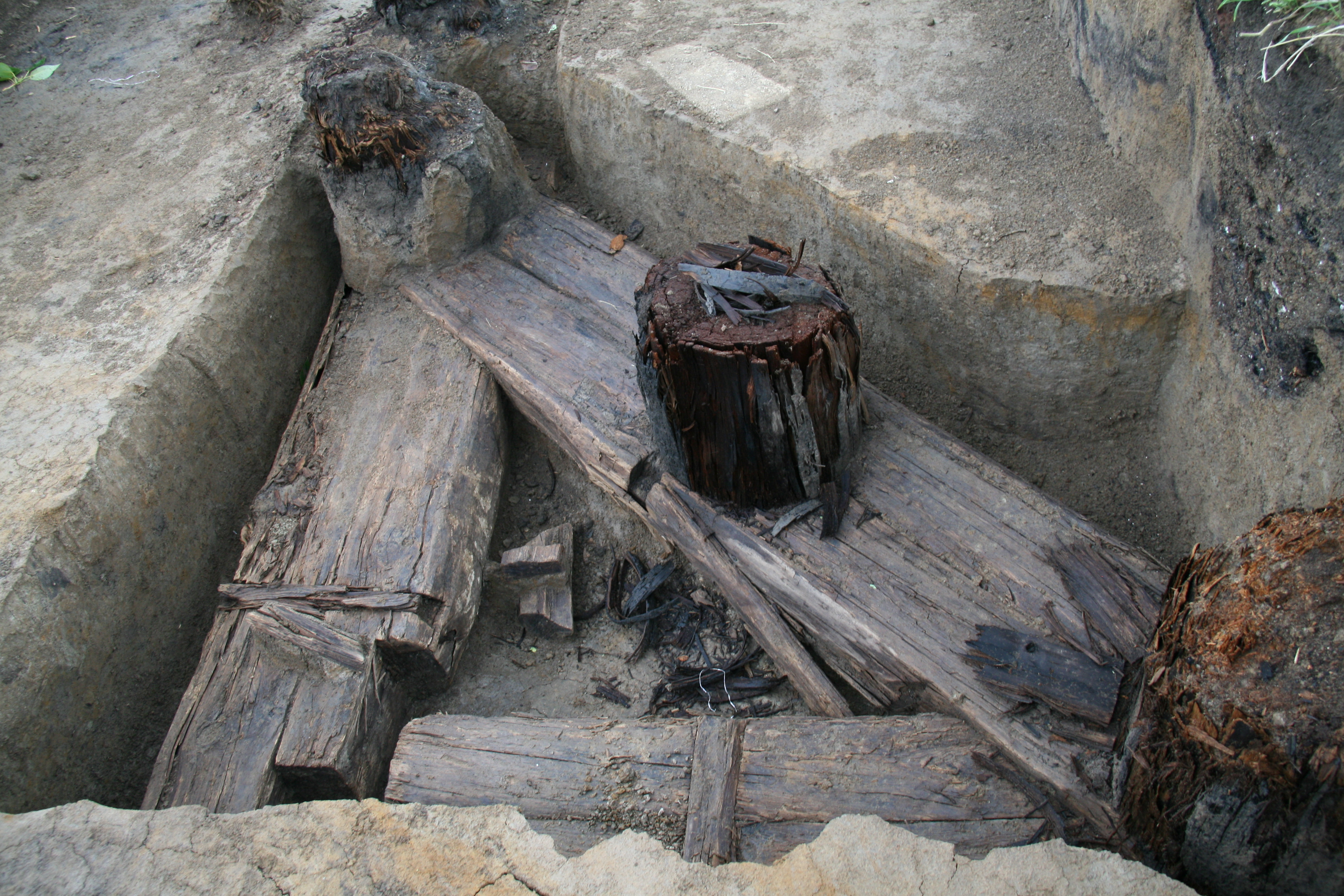
Фундамент деревянного сооружения (2013 г.)
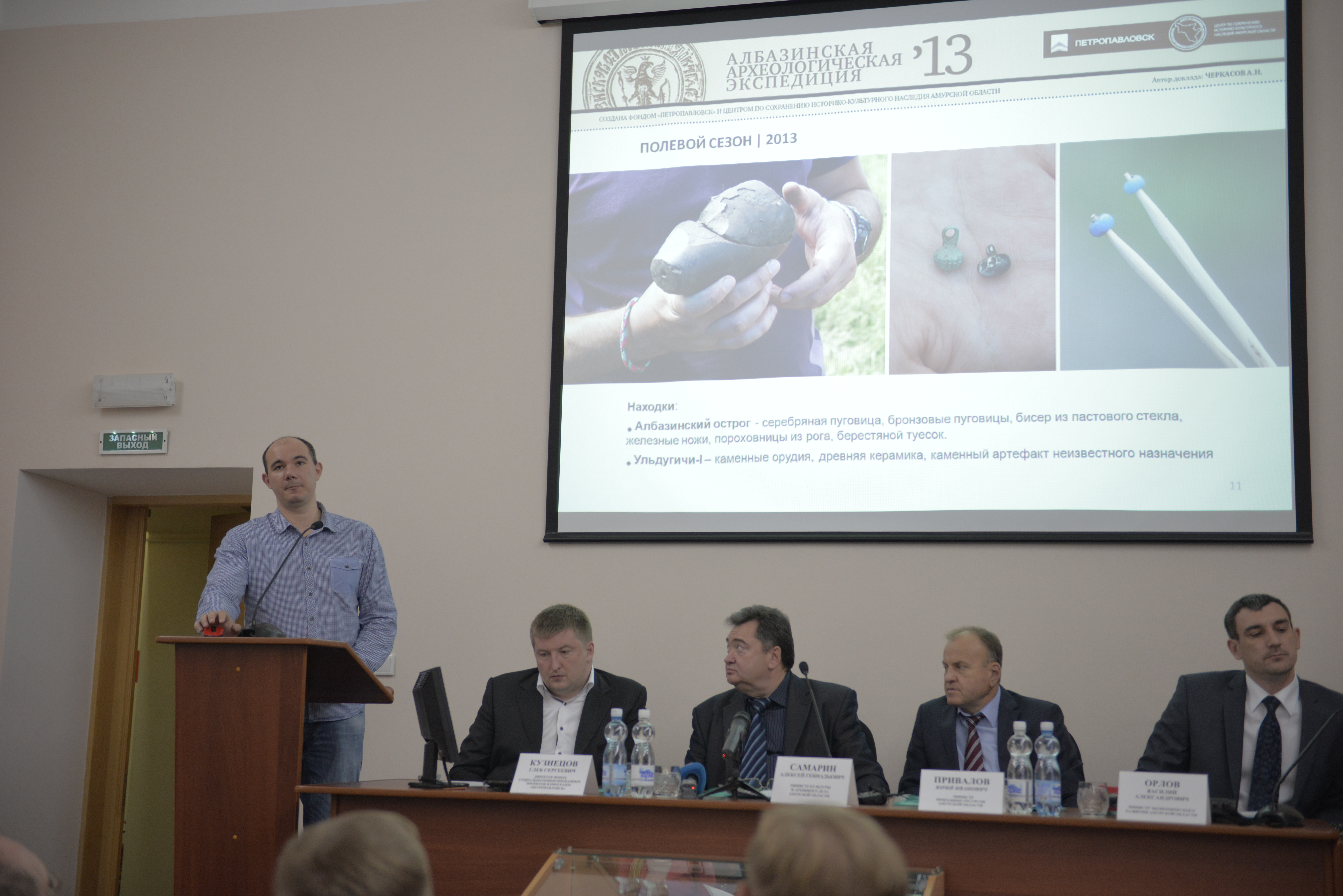
Пресс-конференция по итогам полевого сезона 2013 года
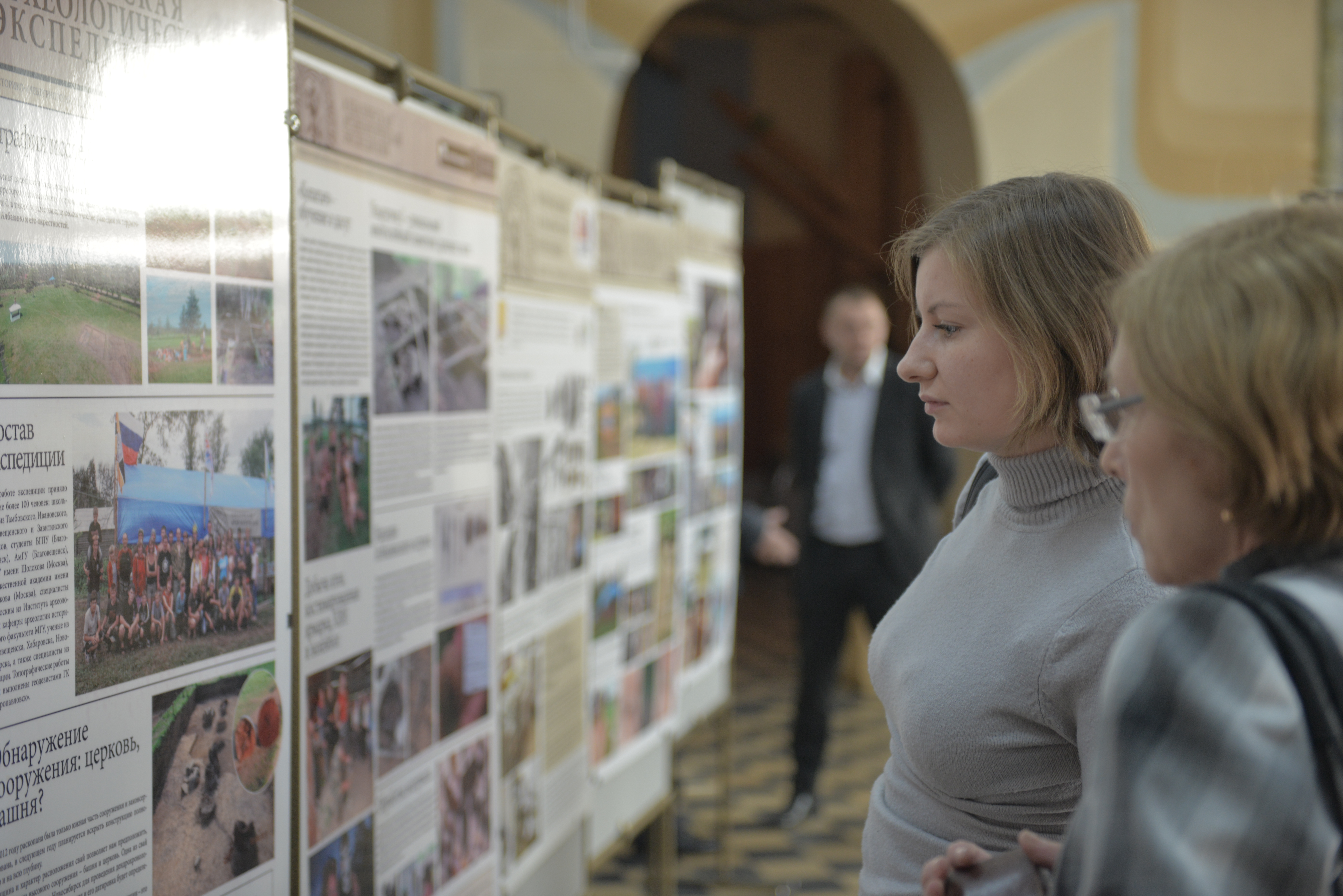
Выставка в Амурском областном краеведческом музее
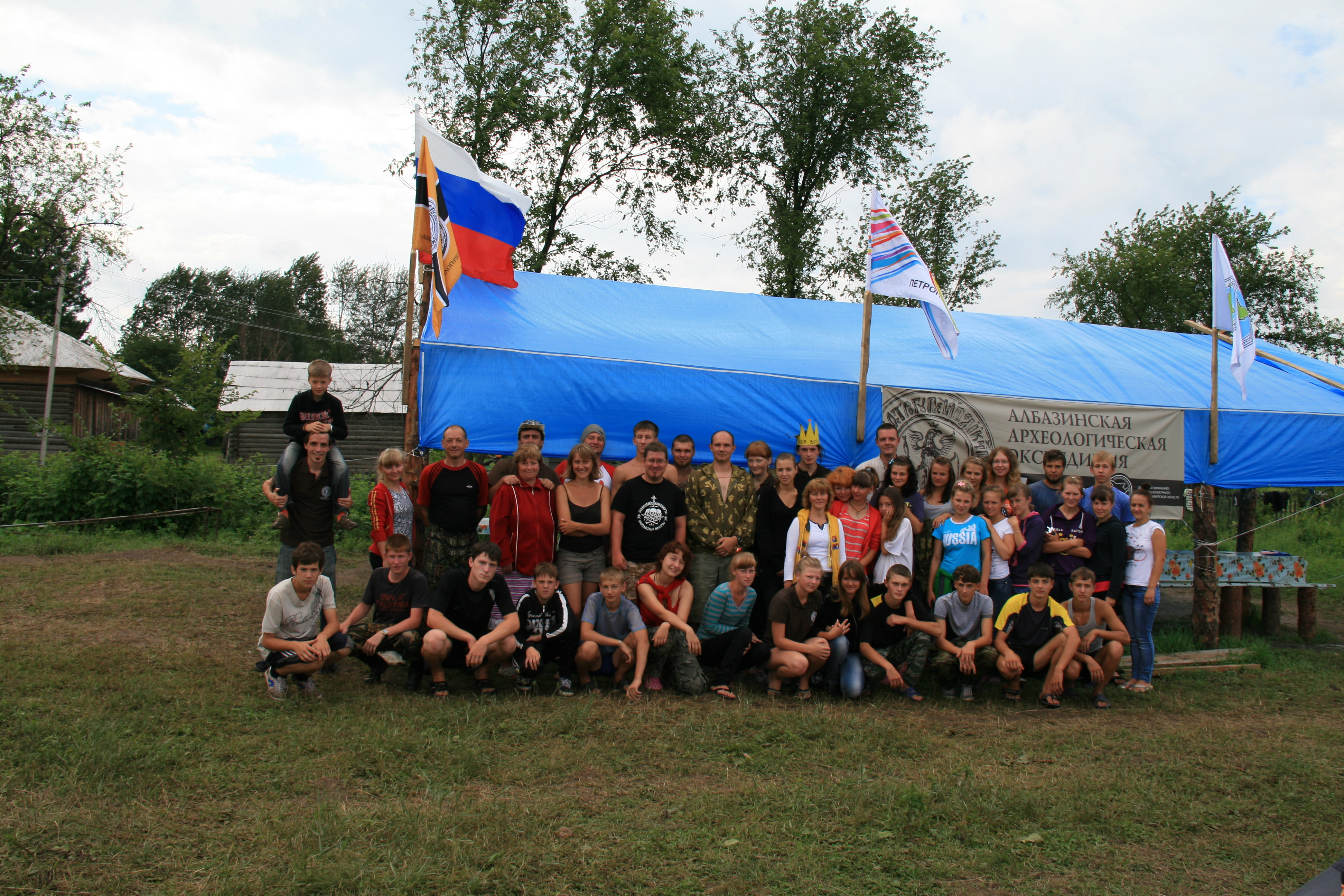
Участники Албазинской археологической экспедиции и программы "Копатыч"
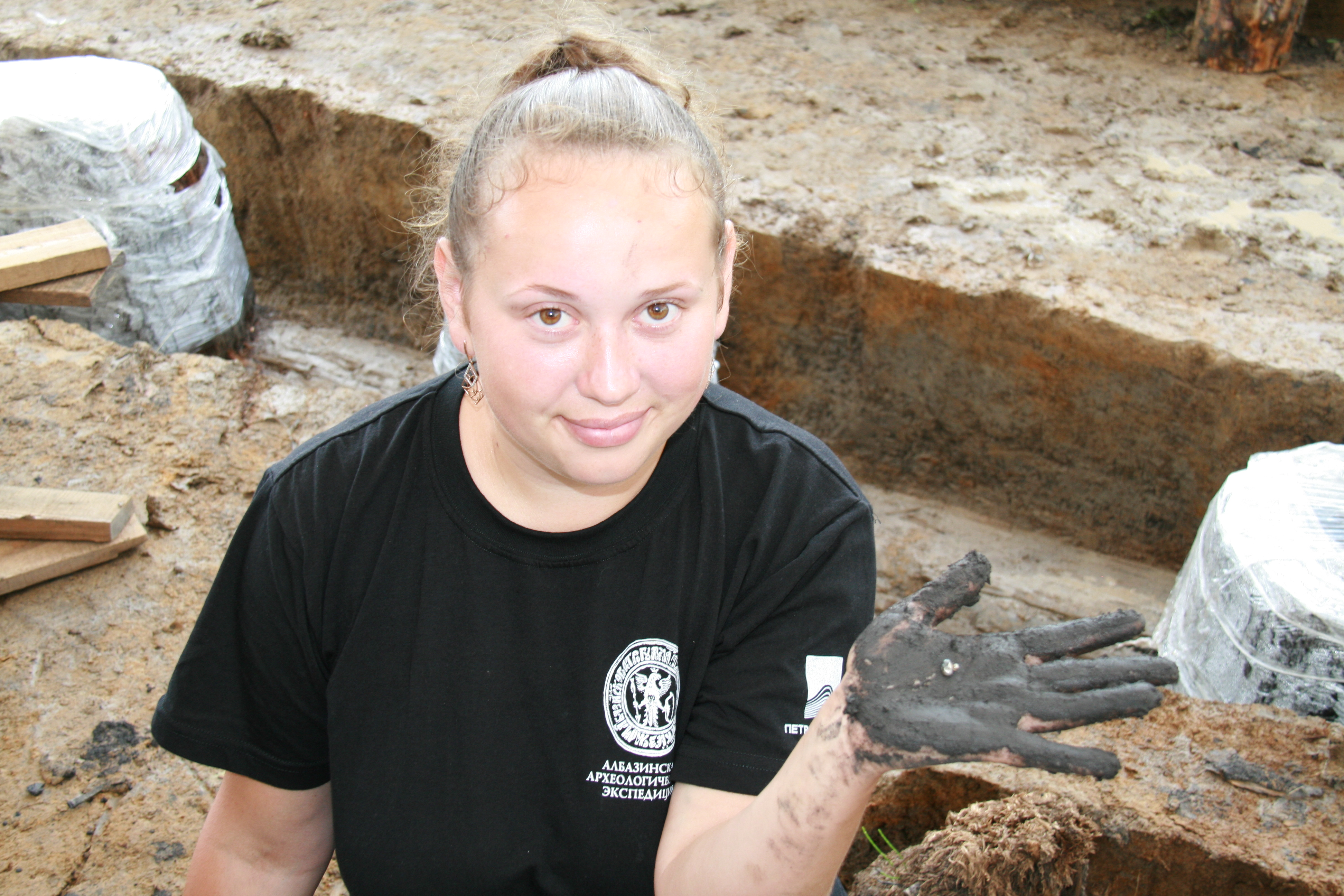
Студенты на раскопках Албазинского острога
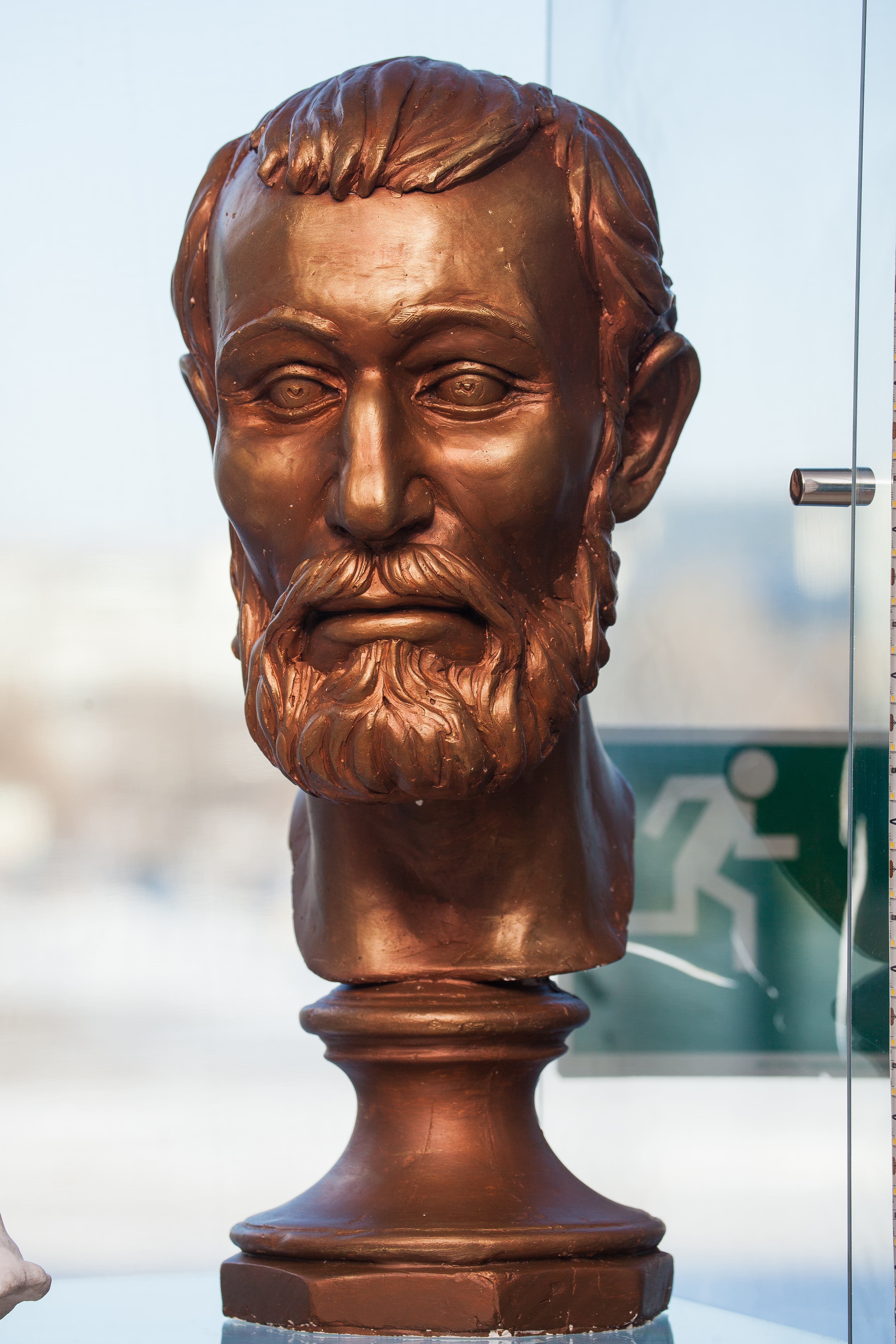
Бюст защитника Албазинского острога